# کانادا درای

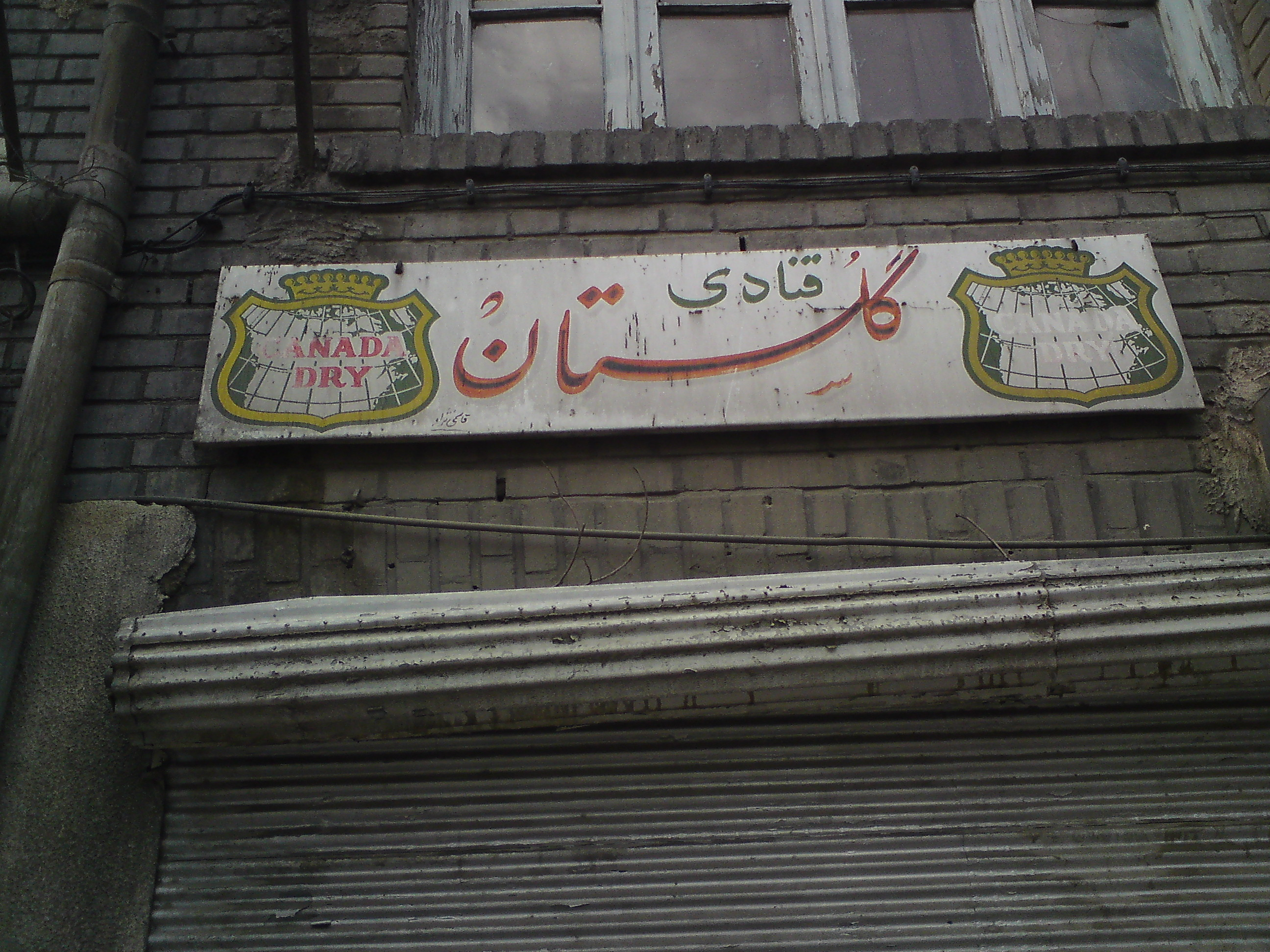
لوگوی کانادا درای در یک تابلو قدیمی قنادی در ایران

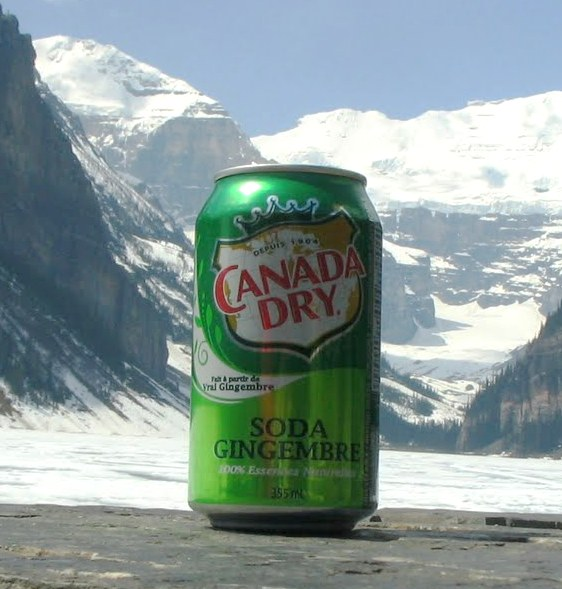
قوطی نوشابه کانادا درای زنجبیلی با نشان حال حاضر

کانادا درای (به انگلیسی: Canada dry) نام تجاری نوعی نوشابه غیرالکلی است. مالکیت این نام تجاری از سال ۲۰۰۸ میلادی متعلق به گروه دکتر پپر اسنپل است. در حال حاضر نوشابه‌هایی با انواع و طعم‌های مختلف، تحت این نام تجاری به بازار عرضه می‌شود.
این نوشابه اولین بار در سال ۱۹۰۴ توسط جان مک لاولین (John J. McLaughlin)، داروساز و شیمیدان کانادایی و با طعم ملایم زنجبیل تولید و معرفی شد. جان مک لاولین توانست به وسیلهٔ سودا و طعم‌های طبیعی میوه‌جات این نوشابه را تولید کند.
در حال حاضر این نوشابه در ایران توسط شرکت خوشگوار مشهد تولید می‌شود.